# Antonio Filippini
Antonio Filippini (* 7. März 1973 in Brescia) ist ein ehemaliger italienischer Fußballspieler und heutiger -trainer.

## Karriere
Filippinis Fußballkarriere begann bei Brescia Calcio, wo er viele Jahre lang spielte, bis er 2004 zu US Palermo wechselte. 2005 wechselte der Mittelfeldspieler leihweise zu Lazio Rom, wo er eine Saison lang spielte, ehe er 2005 zum FBC Treviso wechselte. 2006 ging Filippini ablösefrei zur AS Livorno, die er 2010, nach seinem zweiten Abstieg in die Serie B mit diesem Verein, verließ. Filippini kehrte daraufhin zu Brescia Calcio zurück, wo er seine Laufbahn 2011 beendete. In seiner Karriere spielte er häufig gemeinsam mit seinem Zwillingsbruder Emanuele in einem Team.
Nach seinem Karriereende war Filippini als Trainer bei verschiedenen Vereinen aktiv.